# Mathcore
Il mathcore o noisecore è un genere di musica che fonde insieme math rock e metalcore
Il mathcore va a ripescare le sonorità di band come Shellac, Don Caballero, The Jesus Lizard, Breadwinner e le unisce alla potenza e alla velocità dell'hardcore. Anche i Watchtower (e più in particolare il chitarrista Ron Jarzombek) ed i Meshuggah sono stati di grandissima ispirazione per il genere.
La musica è piena di dissonanze, riff complessi e cambi di tempo, mentre la voce è spesso impercettibile. La durata dei brani varia da pochi secondi a 15 minuti o più. Il genere è stato anche influenzato da generi come il free jazz. 
Tra i gruppi pionieri del genere si devono citare i Converge e The Dillinger Escape Plan.